# Курт Дегерман
Курт Дегерман (швед. Curt Degerman; 1948, Шеллефтео, Вестерботтен — 2008, Швеція) — бродяга і доларовий мільйонер зі Швеції, посмертно здобув популярність у суспільстві завдяки історії свого таємного багатства, розкритого після раптово виявленого у нього заповіту, де був вказаний його банківський рахунок, на якому сумарно у вигляді різних акцій, цінних паперів і золотих злитків, за різними оцінками, складало приблизно 1,4 мільйона доларів, зароблені ним також безхатьком, протягом багаторічних торгів на біржі й інвестування. Згідно з заповітом, весь капітал переходив до його двоюрідного брата, що спричинило подальші судові позови серед інших членів сім'ї за право на спадщину.
За життя отримав прізвисько «Курт — Бляшанка» (швед. Burk-Curt) за свій 40-річний бродяжницький триб, а також за збирання порожніх пляшок і бляшанок з-під алкогольних напоїв як публічний спосіб заробітку.

## Біографія
Народився у забезпеченій сім'ї у Шеллефтео (Швеція) 1948 року. З дитинства був досить обдарованою дитиною і добре навчався у школі. Йому обіцяли успішну кар'єру. Однак через психологічні проблеми в підлітковому віці не зміг реалізувати свій потенціал. Він кинув навчання, віддалився від суспільства і спустився в самий низ соціальних сходів, ставши вуличним бродягою. Він хоч і не був «безхатьком» у класичному розумінні цього слова, оскільки все життя володів невеликим будинком, але все ж таки віддав перевагу саме цьому шляху. Згодом родичі, розчарувавшись, не підтримували його, обірвавши з ним усі контакти. Лише двоюрідний брат час від часу відвідував Курта, їх часто можна було зустріти за розмовами в парку.
Наступні сорок років життя Курт роз'їжджав околицями міста на своєму старому велосипеді в синьому поношеному анораку та рваних штанях. Його життя мало чим відрізнялося від життя інших безпритульних — був дуже замкнутим і нелюдимим, його одягом було те, що він знаходив у сміттєвих баках, а їжею — недоїдки або дешевий фастфуд, що складав основу його раціону. Більшу частину часу перебирав баки для сміття в пошуках пляшок і металевих банок, якими наповнював свої мішки, прив'язуючи їх до керма велосипеда і відвозячи на переробку за невелику винагороду. Проте не витрачався на алкоголь чи наркотики, як це робили багато інших безпритульних.

### Здібності в інвестиціях
Маючи великий інтерес у галузі фінансів, дуже багато вільного часу від збору бляшанок і пляшок проводив у безкоштовних муніципальних бібліотеках, де читав економічні й аналітичні газети, купити які просто не міг собі дозволити. Саме з них черпав біржові новини, що дозволяли йому бути в курсі всіх процесів на біржі і в майбутньому успішно почати інвестувати, вкладаючи всі отримані гроші від здачі тари на купівлю цінних паперів та акцій вітчизняних компаній.

«Він ходив щодня до бібліотеки, бо не купував газети. Там він читав [Щоденну газету про шведський бізнес] „Dagens Industri“. Він знав котирування вздовж і поперек».
— двоюрідний брат Дегермана шведським медіа

Внаслідок багатьох років торгівлі на біржі та максимально аскетичного життя Курту Дегерману вдалося накопичити величезний статок. При цьому, попри матеріальну можливість, він ніяк не намагався покращити свій побут, чим викликав велике здивування серед публіки та ЗМІ.

«Курт ніколи нікому не заздрив і ніколи нічого не купував. Але в нього була справді світла голова на плечах і він був розумніший за більшість».
— інтерв'ю двоюрідного брата Дегермана

### Смерть та суд за спадщину
Восени 2008 року помер уві сні від серцевого нападу у 60 років. Як пізніше з'ясувалося, перед смертю Курт оформив заповіт, у якому попросив залишити весь його нагромаджений статок у 1,4 мільйона доларів двоюрідному братові — єдиному з усіх родичів, хто відвідував його незадовго до смерті. Це рішення викликало незгоду у близьких Курта, а саме у 92-річного дядька, який подав до суду, оскаржуючи здоров'я заповіту, сподіваючись отримати частину відповідно до шведського закону про спадкування. За його словами, покійний племінник був «не в собі», а отже, не міг скласти заповіт «в здоровому глузді та твердій пам'яті».
Слухання тривали близько чотирьох місяців і закінчилися у березні мировою угодою сторін. Його результати оголошувати не стали — відомо лише те, що обидві сторони залишилися задоволені результатом.